# Verona (Missouri)
Verona, Missouri település Lawrence megyében, az Amerikai Egyesült Államokban, Missouri államban. A 2010-es népszámlálás szerint 619-en lakták.
A települést 1868-ban alapították, nevét az olasz város után kapta. 1916-ban várossá nyilvánították. Itt található a megye egyetlen első világháborús emlékműve.

## Fordítás
Ez a szócikk részben vagy egészben  a   Verona, Missouri című angol Wikipédia-szócikk fordításán alapul.  Az eredeti cikk szerkesztőit annak laptörténete sorolja fel. Ez a jelzés csupán a megfogalmazás eredetét és a szerzői jogokat jelzi, nem szolgál a cikkben szereplő információk forrásmegjelöléseként.
1. ↑  2020. évi népszámlálás az Egyesült Államokban. 2020. évi népszámlálás az Egyesült Államokban . (Hozzáférés: 2022. január 1.)